# روزفلت روبرتس
روزفلت روبرتس (بالإنجليزية: Roosevelt Roberts؛ مواليد 11 فبراير 1994) هو مُقاتل فنون قتالية مختلطة أمريكي.

## وصلات خارجية
- روزفلت روبرتس على موقع يو إف سي (الإنجليزية)
- روزفلت روبرتس على موقع بيلاتور (الإنجليزية)
- روزفلت روبرتس على موقع شيردوغ (الإنجليزية)
- روزفلت روبرتس على موقع Tapology.com (الإنجليزية)